# Яконово (Тверська область)
Яконово (рос. Яконово) — село в Торжоцькому районі Тверської області Російської Федерації.
Населення становить 236 осіб. Входить до складу муніципального утворення Яконовське сільське поселення.

## Історія
Від 2005 року входить до складу муніципального утворення Яконовське сільське поселення.

## Населення
| 1859 | 1884 | 1920 | 1997 | 2002 | 2010 |
| ---- | ---- | ---- | ---- | ---- | ---- |
| 444  | ↗460 | ↘399 | ↘325 | ↘253 | ↘236 |